# Kurt Versock
 Kurt Versock (14 de febrero de 1895 - 17 de marzo de 1963) fue un general alemán a quien se le concedió la Cruz de Caballero durante la II Guerra Mundial.
Versock se incorporó al ejército en 1914, tomando parte en la I Guerra Mundial. Después de la guerra fue retenido en el Reichswehr y después sirvió en la Wehrmacht. Participó en la invasión de Polonia en 1939 y en la operación Barbarroja como comandante de línea de frente. En agosto de 1942 le fue concedida la Cruz de Caballero de la Cruz de Hierro. En mayo de 1943 fue nombrado comandante de la 24.ª División de Infantería.
En septiembre de 1944 fue nombrado comandante del XXXXIII Cuerpo de Ejército y tuvo la tarea de organizar la defensa costera de la operación Curlandia. En noviembre de 1944 fue promovido a General der Gebirgstruppe. En marzo de 1945 el Comandamiento General del XXXXIII Cuerpo de Ejército fue evacuado por mar de la bolsa de Curlandia y se adhirió al 8.º Ejército en el norte de Hungría. Al final de la guerra, Kurt Versock se rindió a las fuerzas estadounidenses.

## Condecoraciones
- Cruz Alemana en Oro (20 de junio de 1944)[1]
- Cruz de Caballero de la Cruz de Hierro el 25 de agosto de 1942 como Oberst y comandante del Infanterie-Regiment 31[1]